# 1259 en santé et médecine
| Années de la santé et de la médecine : 1256 - 1257 - 1258 - 1259 - 1260 - 1261 - 1262    |
| Décennies de la santé et de la médecine : 1220 - 1230 - 1240 - 1250 - 1260 - 1270 - 1280 |

Cet article présente les faits marquants de l'année 1259 en santé et médecine.

## Événements

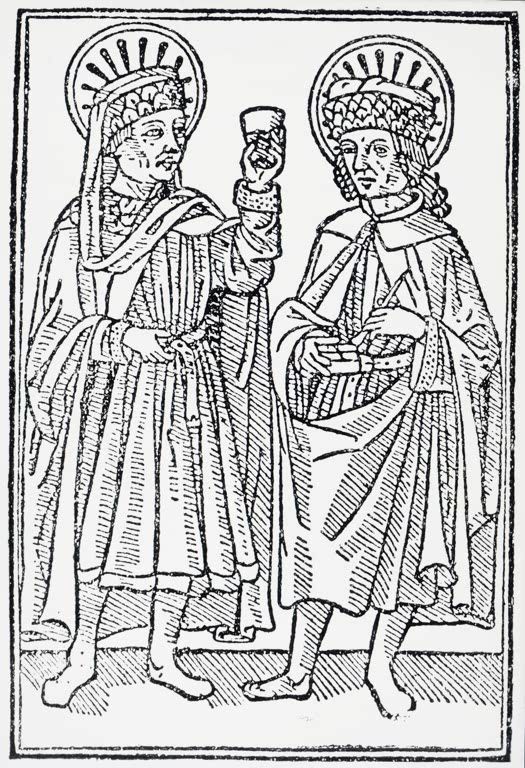
Ugo Borgognoni
et son fils Théodoric
gravure sur bois, s.

- Juillet : à Fontainebleau, le roi Saint Louis fonde un hospice dont il confie la direction aux Trinitaires[1].

- 19 juillet : à Issendolus en Quercy, entre Brive et Figeac, Gerbert de Thémines et Aigline de Castelnau remettent aux hospitaliers de Saint-Jean l'hôpital Beaulieu, établissement qu'ils ont fondé en 1236[2],[3].
- Août : la léproserie de Pont-de-l'Arche, dans le diocèse d'Évreux en Normandie, est attestée dans un acte de donation de Jean Gosselin, bourgeois de la ville, et de Mathilde, sa femme[4].
- Saint Louis fonde l'hôtel-Dieu de Pontoise, qu'il confie à des religieuses placées sous la règle de saint Augustin[5].
- De séjour à Orléans, Saint Louis y fait construire un hospice pour les aveugles[6].
- Première mention de la léproserie de Sainte-Walburge, deuxième établissement de cette sorte à Liège, rendu sans doute nécessaire par l'interdiction faite en 1247 aux lépreux étrangers d'accéder à la maladrerie communale de Cornillon[7].
- Une admonition rappelle à des dominicaines allemandes que les médecins séculiers ne sont pas admis à l'intérieur du cloître, et précise que cet interdit concerne aussi « les femmes qui professent l'art de la chirurgie[8] ».

## Publication
- Vers 1259 : le pharmacologue juif Al-Qohen al-Attar rédige au Caire son « Protocole de l'officine et convention pour la préparation des médicaments » (Minhadj al-dukkan wa-dastur al-ayan fi tarkib al-adwiya al-nafia li-l-abdan[9],[10]).

## Personnalité
- 1249-1259 : fl. Maîtresse Hersend, l'une des deux seules chirurgiennes royales connues, qui accompagne Saint Louis à Damiette pendant la septième croisade, reçoit de lui une rente à vie, épouse un apothicaire royal du nom de Jacques et devient propriétaire à Paris[11].

## Décès
- 1er mars 1259 ou 1260 : Richard de Fournival (né en 1201), médecin, alchimiste, poète, clerc et érudit français[12].
- Roland de Crémone (né en 1178), théologien dominicain, « probablement docteur en médecine quand il prit l'habit des Prêcheurs[13] ».
- Hugo Borgognoni (it)[14] (né à une date inconnue), médecin et chirurgien italien, père de Théodoric Borgognoni[15] (1205-1298).